# Вануату на Светском првенству у атлетици на отвореном 2013.
Вануату је учествовао на Светском првенству у атлетици на отвореном 2013. одржаном у Москви од 10. до 18. августa четрнаести пут, односно учествовао је на свим првенствима до данас. Репрезентацију Вануатуа представљао је један атлетичар који се такмичио трчању на 100 м.
На овом првенству Вануату није освојио ниједну медаљу, а оборен је један лични рекорд.

## Резултати

### Мушкарци
| Атлетичар       | Дисциплина | Лични рекорд | Квалификације | Квалификације | Група                | Група                | Полуфинале           | Полуфинале           | Финале               | Финале  | Детаљи                                       |
| Атлетичар       | Дисциплина | Лични рекорд | Резултат      | Место         | Резултат             | Место                | Резултат             | Место                | Резултат             | Место   | Детаљи                                       |
| --------------- | ---------- | ------------ | ------------- | ------------- | -------------------- | -------------------- | -------------------- | -------------------- | -------------------- | ------- | -------------------------------------------- |
| Данијел Филимон | 100 м      | 12,23        | 11,53 ЛР      | 6. гр 1       | Није се квалификовао | Није се квалификовао | Није се квалификовао | Није се квалификовао | Није се квалификовао | 68 / 75 | Архивирано на веб-сајту (30. септембар 2013) |